# Bliss (Idaho)
Bliss es una ciudad ubicada en el condado de Gooding en el estado estadounidense de Idaho. En el año 2010 tenía una población de 318 habitantes y una densidad poblacional de 244,62 personas por km².

## Geografía
Bliss se encuentra ubicado en las coordenadas 42°55′34″N 114°56′55″O / 42.92611, -114.94861. Según la Oficina del Censo, la localidad tiene un área total de 1,3 km² (0,5 mi²), de la cual 1,3 km² (0,5 mi²) es tierra y 0 km² (0 mi²) (0.0%) es agua.

## Demografía
En el 2000 la renta per cápita promedia del hogar era de $25,313, y el ingreso promedio para una familia era de $32,500. En 2000 los hombres tenían un ingreso per cápita de $29,821 contra $14,375 para las mujeres. El ingreso per cápita para la localidad era de $10,731. Alrededor del 12.2% de la población estaba bajo el umbral de pobreza nacional.